# Attilio Cabiati
Attilio Cabiati (Roma, 18 agosto 1872 – Torino, 13 ottobre 1950) è stato un economista italiano.

## Biografia
Nato a Roma da famiglia lombarda, svolse gli studi secondari a Bergamo per laurearsi nel 1894 all'Università di Pavia in giurisprudenza. Iniziò la carriera amministrativa, dopo aver partecipato a tre concorsi, presso il Ministero dell'agricoltura, dell'industria e del commercio dove rimase per sette anni. Scrisse su molte riviste di settore, dal Giornale degli economisti a Rivista bancaria che diresse dalla sua fondazione nel 1920, oltre a collaborare con Riforma sociale di Luigi Einaudi e con i quotidiani Il Secolo e La Stampa. Insegnò politica commerciale e legislazione doganale prima presso l'Istituto superiore di scienze economiche e commerciali di Torino, successivamente all'Università di Genova, dalla quale fu costretto a dimettersi nel 1939 a causa delle leggi razziali. 
Si occupò di politica economica, affrontando principalmente tematiche di politica monetaria e commercio internazionale. Di principi liberali, contrastò fortemente nei suoi scritti ogni forma di protezionismo.

## Opere
- Politica commerciale e legislazione doganale, 1914
- Problemi finanziari della guerra, 1915
- Principi di politica commerciale, 1924
- Il ritorno all'oro, 1926
- Scambi internazionali e politica bancaria in regime di moneta sana e avariata, 1929
- Fisiologia e patologia economica negli scambi della ricchezza tra gli stati, 1934
- Crisi del liberismo o errori di uomini?, 1934
- Il sistema aureo e il fondo conguaglio dei cambi, 1940
- Il finanziamento di una grande guerra, 1941
- Il sistema aureo e il fondo conguaglio dei cambi, 1949